# ララガーデン長町
ララガーデン長町（ララガーデンながまち）は、宮城県仙台市太白区長町にある商業施設。
仙台市の市有地を三井不動産が賃借して建物を建設・所有し、三井不動産商業マネジメントが管理・運営している。

## 概要
三井不動産が展開する都市近隣型のライフスタイルパークとしては、6施設目として2009年（平成21年）10月29日に開業した。
ララガーデン長町は地下2階、地上6階、延床面積4.2万m2（店舗面積約1.8万m2）で構成され、2、3階部分は、隣接するザ・モール仙台長町の本館と連絡通路で接続。双方合わせると店舗面積は約7万4500㎡となり、市内最大規模の床面積を擁する商業施設となっている。なお、三井不動産はララガーデン長町の開業に先立って、前年9月12日に三井アウトレットパーク 仙台港を開業している。
2016年（平成28年）3月18日、開業7年を機に大規模リニューアルオープンした。
当初、ララガーデン長町の所在地には仙台市が施設（仮称「女性センター」）の建設を予定していたが頓挫した。このため建設予定地に商業施設を誘致することになり、三井不動産が市から20年の事業用定期借地権を得て、商業施設を建設。開業に至った。
仙台市の施設そのものとしての建設は断念されたが、5階のテナントとして、「仙台市子育てふれあいプラザ長町南」・「のびすく長町南」が入居している。この施設は、泉中央地区にある旧前沖ミルポートSが所在した建物（区図書館と同居）、市中心部にある仙台市ガス局ショールーム内に次ぐ、3箇所目の子育て支援施設となっている。

## 沿革
- 2008年（平成20年）8月29日 - 着工[1]。
- 2009年（平成21年）
  - 10月27日 - プレオープン。
  - 10月29日 - グランドオープン。
  - 11月1日 - クリニックの一部がオープン。
  - 11月7日 - コナミスポーツクラブ仙台長町がオープン。
- 2016年（平成28年）3月18日  - 大規模リニューアルオープン。

## 主要テナント
ユニクロ、マツモトキヨシ、ヴィー フジサキ（仙台唯一の地場百貨店藤崎のサテライトショップ）、コナミスポーツクラブやクリニック系店舗など。

## 交通アクセス
- 長町南駅（仙台市地下鉄南北線）
  - 改札口より西側（右側。ザ・モール仙台長町とは逆側）より本館へ直通するエスカレーター・エレベーターがある。
- 長町駅（仙台市地下鉄南北線）または長町駅（JR東北本線・常磐線・仙台空港アクセス線）
  - 徒歩で約9分。
- 長町南駅（仙台市地下鉄南北線）または「太白区役所前」バス停（仙台市営バスまたは宮城交通バス）
  - 長町駅方面では本館の前にバス停がある。